# TvUNO
A TV UNO (antes TV Universitária, TV Unochapecó e UNO webtv) é uma emissora de televisão brasileira, que tem como sede a cidade de Chapecó, Santa Catarina. É veiculada pelo canal 15 da Claro NET Chapecó, espaço destinado ao canal universitário. A emissora somente produz programas locais sobre projetos, cursos e outros assuntados relacionados a universidade. 

## História
A história da TV UNO se remete ao início dos serviços da NET em Chapecó, no final da década de 1990, quando a UNOESC aceitou a concessão do canal 15 da empresa de TV a cabo, visto que a mesma necessitava cumprir a Lei no 9.472. Não se sabe quando começaram as transmissões da denominada TV Universitária, mas há produções em arquivo da época no Laboratório de TV e Cinema da Unochapecó. Em setembro de 2002, com o desligamento do Campus Chapecó da UNOESC, e a criação da Unochapecó, a TV Universitária foi renomeada para TV Unochapecó. Em 2011, a TV Unochapecó mudou para UNO webtv, integrando a maioria das suas produções para a web. Esta foi a melhor fase da emissora, com coberturas especiais da Efapi, expo-feira bienal que acontece em Chapecó, e a clássica filmagem do Fail Mosh do Potter, gafe protagonizada pelo jornalista Luciano Potter em 01 de outubro de 2011, durante apresentação do elenco do programa Pretinho Básico da Rede Atlântida no Mundo das Profissões, evento que a Unochapecó realiza anualmente para expor todos os cursos da universidade a estudantes de Ensino Médio de toda a região Oeste catarinense.
Desde 2015, a UNO webtv não produziu conteúdo próprio, reproduzindo conteúdos antigos, produções de alunos da universidade e clipes musicais, em função da crise econômica de 2014 no país, que impediu o progresso da emissora. Em 2018 a universidade reformou seu estúdio de TV, e em 21 de dezembro foi lançado o projeto da nova fase da emissora, que mudaria seu nome para TV UNO, e voltaria a realizar produções exclusivas para o canal 15. Finalmente, em 29 de março de 2019, as 18h30, a TV UNO começou suas transmissões regulares com a primeira edição do Jornal da UNO. A equipe da TV UNO consiste de quatro pessoas fixas, além de dois bolsistas dos cursos de comunicação da Unochapecó, e do apoio da Agência de Comunicação Integrada do curso de Jornalismo.

## Programação[3]
| Programa          | Tipo                 | Apresentador(a)      | Dia                          | Hora               | Reprises           |
| ----------------- | -------------------- | -------------------- | ---------------------------- | ------------------ | ------------------ |
| Jornal da UNO     | Telejornal           | Marina Oliveira      | Sexta-feira                  | 18:30              | Sábados e domingos |
| Outros Olhares    | Entrevista           | Juliana Giongo       | Terça-feira                  | 18:00              | Durante a semana   |
| Na Torcida        | Esportes             | Marina Oliveira      | Quinta-feira                 | 18:00              | Durante a semana   |
| UNO em Cena       | Produções Acadêmicas | Produções Acadêmicas | Segunda-feira e quarta-feira | 20:00              | Durante a semana   |
| Notícias do Dia   | Telejornal           | Marina Oliveira      | Terça-feira e quinta-feira   | 18:30              | Durante a semana   |
| Café com o Reitor | Entrevista           | Cláudio Jacoski      | De 15 em 15 dias             | De 15 em 15 dias   | Durante a semana   |
| Por Dentro da UNO | Institucionais       | Institucionais       | Ao longo da semana           | Ao longo da semana | Ao longo da semana |
| UNO Ciência       | Boletim              | ACIN Jornalismo      | Ao longo da semana           | Ao longo da semana | Ao longo da semana |